# ماتئو پلیسیاری
ماتئو پلیسیاری (انگلیسی: Matteo Pelliciari؛ زادهٔ ۲۲ ژانویهٔ ۱۹۷۹) شناگر اهل ایتالیا است.